# Liberamente tratto...
Liberamente tratto... è il quarto album del gruppo italiano Legittimo Brigantaggio. L'album è prodotto da Cinico Disincanto e distribuito da Audioglobe ed è stato pubblicato il 2 settembre 2011. Mastering di Fabrizio De Carolis presso il Reference Studio Mastering di Roma. Registrato e mixato da Roberto Cola e Gianluca Agostini al Piano B Progetti Sonori di Roma.

## Tracce
1. Uscita operai (Giuseppe Lestingi - tratto da Il quarto stato di Giuseppe Pellizza da Volpedo) 4:42
2. La lettera viola (Gaetano Lestingi - tratto da Le intermittenze della morte di José Saramago ) 4:49
3. Il diavolo nella camera oscura (Gaetano Lestingi - tratto da Vista dalla finestra a Le Gras di Joseph Nicéphore Niépce) 4:35
4. I cieli non sono umani (Gaetano Lestingi - tratto da Una solitudine troppo rumorosa di Bohumil Hrabal ) 5:56
5. Il dado è tratto (Giuseppe Lestingi - tratto da I 400 colpi di François Truffaut ) 3:31
6. Eucalyptus (Gaetano Lestingi - tratto da Canale Mussolini di Antonio Pennacchi) 4:31
7. L'attimo ideale (Domenico Cicala - tratto da Niente di nuovo sul fronte occidentale di Erich Maria Remarque) 3:41
8. Ruvido (Gaetano Lestingi - tratto da L'Ospite Inquietante di Umberto Galimberti ) 6:25
9. Affari di famiglia (Domenico Cicala - tratto da La Guinea di Pier Paolo Pasolini) 5:13
10. Tempo di uccidere (Gaetano Lestingi - tratto da Tempo di uccidere di Ennio Flaiano) 4:31

Il disco, dedicato a tutti gli studenti, è tratto da diverse opere: romanzi, film, saggi, fotografie, ecc.

## Musicisti
- Gaetano Lestingi: voce e chitarra
- Pino Lestingi: chitarra elettrica
- Davide Rossi: fisarmonica
- Gianluca Agostini: synth
- Domenico Cicala: basso elettrico
- Ilario Parascandolo: batteria

### Collaborazioni
- Giulia Bottaro (shootin'stars): flauto traverso su I Cieli Non Sono Umani
- Giulia Tramentozzi : monologo su I Cieli Non Sono Umani
- Claudio Montalto: trombe su Affari di Famiglia
- Angela Coco: sussurri in francese su Tempo di Uccidere
- Voci del Coro Don Andrea Santoro: cori su Ruvido